# Nederlands Hondenstamboek
Het Nederlands Hondenstamboek, of kortweg NHSB, is een registratie van de afstamming van alle in Nederland ingeschreven rashonden. Het NHSB wordt sinds 1902 bijgehouden door de Raad van Beheer op Kynologisch Gebied in Nederland. Voor die tijd werd het stamboek beheerd door de Koninklijke Nederlandsche Jacht Vereeniging Nimrod. 
Een rashond die ingeschreven is in het NHSB heeft een internationaal erkende stamboom. Die stamboom is een bewijs van de afstamming van de hond, maar geeft geen enkele garantie met betrekking tot de gezondheid van de op de stamboom vermelde honden. Er worden wel voorwaarden gesteld voordat er stambomen worden uitgegeven op het gebied van gezondheid en welzijn van de ouderdieren. Soms zijn er ook gedragstesten verplicht. Ook vindt er altijd ouderschapscontrole plaats door middel van DNA-controle voordat pups ingeschreven worden in het NHSB.   

## Onderdelen
Het NHSB bestaat uit verschillende onderdelen: het hoofdstamboek en een aantal bijlagen bij het hoofdstamboek.

### Hoofdstamboek
In het hoofdstamboek worden slechts honden opgenomen waarvan alle voorouders tot in ten minste drie generaties in het NHSB, of een daarmee gelijkgesteld buitenlands stamboek, zijn geregistreerd. Wanneer binnen een ras sprake is van verschillende variëteiten, dan moeten deze voorouders in principe alle tot dezelfde variëteit behoren. De classificatie van rassen en variëteiten wordt internationaal geregeld door de Fédération Cynologique Internationale (FCI).

### Bijlagen bij het hoofdstamboek
Honden waarvan niet alle voorouders in ten minste drie generaties in het NHSB of een daarmee gelijkgesteld buitenlands stamboek zijn geregistreerd, kunnen eventueel in aanmerking komen voor een NHSB-registratie in een van de bijlagen bij het hoofdstamboek. In bijlage G-2 worden honden opgenomen van wie wel de ouders en de grootouders zijn geregistreerd, maar niet alle overgrootouders. Bijlage G-1 bevat honden van wie wel de beide ouders zijn geregistreerd, maar niet alle grootouders. Bijlage G-0 is bedoeld voor honden waarvan de ouders niet beide geregistreerd zijn, maar die naar het oordeel van de Raad van Beheer, in samenspraak met de betreffende rasvereniging, in voldoende mate aan de rasstandaard voldoen om in het stamboek te worden opgenomen.

### Voorlopig register
Honden die behoren tot rassen in opbouw, die dus nog niet door de FCI als officieel hondenras worden erkend, kunnen door de Raad van Beheer in een zogenaamd voorlopig register worden geregistreerd. Ook hier kan worden getoetst of de hond in voldoende mate aan het rasbeeld voldoet.